# Alexander Krylov
Alexander Krylov (1º luglio 1969) è un economista e studioso di scienze sociali tedesco.

## Biografia
Alexander Krylov è nato in Russia in una famiglia russo-tedesca. Dopo la maturità ha studiato prima Storia e Scienze socio-economiche, dopo anche Psicologia e Filosofia. In seguito ha completato il suo dottorato in Filosofia sociale e Psicoanalisi presso l'Università di Mosca (1999) Dopo il dottorato ha studiato economia (laurea: Dipl. Economista) e teologia (laurea: Magister Theologiae).
Krylov ha lavorato dal 1990 al 1993 come insegnante e responsabile di un servizio socio-educativo. Dal 1993 al 1998 ha lavorato come direttore e capo del dipartimento delle Pubbliche Relazioni presso la Fondazione vicina al governo "Children of Russia" a Mosca. Dal 1998 al 2000 è stato vice-preside della Facoltà di Economia e Gestione del National Institute of Business.
Nel 2000 Krylov ha assunto la cittadinanza tedesca. Da allora vive e lavora costantemente nella Repubblica federale di Germania ed è impegnato nella comprensione tra i popoli, il dialogo scientifico internazionale e la promozione dell'interesse per la cultura tedesca all'estero. Dal 2001 al 2008 ha lavorato presso l'Istituto per l'Economia Mondiale e il Management Internazionale presso l'Università di Brema. Dal 2008 al 2010 è stato professore presso l'Università di Management e Comunicazione di Potsdam. Dal 2006 è docente di Gestione della Comunicazione presso il Dipartimento di Management e Imprenditorialità presso l'Istituto Nazionale di Business. Dal 2010 al 2015 è stato Redattore capo di "Ovest Est Report - Forum Internazionale per la Scienza e la ricerca". Dal 2008 è stato direttore dell'Istituto Est-Ovest di Berlino. È anche secondo membro vicepresidente del Consiglio della School of Economics di Brema e offre consulenza alle aziende tedesche e russe nelle questioni di gestione e di comunicazione interculturale.
Nel 2011 Krylov è stato premiato in Russia con una medaglia d'oro "Per i servizi dell'istruzione e della scienza", nel 1999 ha ricevuto il diploma del Comitato per l'Imprenditoria della Duma di Stato della Federazione Russa. Nel 1997 Krylov ha ricevuto un riconoscimento dalle istituzioni della città di Mosca. Nel 2013 è stato nominato Professore Honoris Causa dal National Institute of Business; nel 2015 gli è stata assegnata un'ulteriore nomina a professore onorario presso la Facoltà di Lettere e delle Scienze Sociali a Mosca.

## Settore scientifico e ricerca

### Scienze umanistiche
Priorità di ricerca di Krylov sono l'antropologia psicoanalitica, l'identità sociale e personale e il cambiamento sociale. Secondo Krylov, la psicoanalisi classica si é evoluta da una forma di psicoterapia alla filosofia. Le idee di Freud e dei suoi seguaci sono divenute sempre più oggetto di dibattito sulla comprensione filosofica della condizione umana. Nella monografia "L'evoluzione delle identità" (2010), Krylov ha mostrato che l'auto-comprensione dell'uomo subisce l'influenza del cambiamento sociale. L'uomo moderno cerca di definirsi non solo attraverso le identità tradizionali ma sempre più anche attraverso nuove identità come l'identità virtuale, l'identità del consumatore, degli stili di vita, delle celebrità. La ricerca della propria Identità è collegata nella società post-industriale a problemi personali e crisi psicologiche. Alla ricerca dei contenuti di base dell'identità antropologica Krylov si è confrontato con la religione. Nella sua monografia "Identità religiosa" (2012) ha affrontato il tema da diverse prospettive. Da un lato vede il cristianesimo ancora come importante fondamento culturale per la fiducia in se stessi per le persone in Europa e in molti paesi in tutto il mondo. Dall'altro lato l'identità religiosa nella società moderna nasce secondo Krylov non solo nel contesto della fede cristiana. Attraverso la scelta di fare a meno della religione, l'uomo moderno utilizza inconsciamente vari elementi del comportamento religioso, per riempire il vuoto esistenziale che ne risulta. Alla ricerca di Dio l'uomo, fin dall'inizio, si pone le domande "Chi sono io?", "Da dove vengo?" e "Dove sto andando?».

### Scienze economiche
In economia Krylov si è occupato di questioni di etica economica, responsabilità sociale d'impresa, management interculturale e comunicazione aziendale. Si è distinto in Germania per numerose pubblicazioni, tra le quali varie antropologie. Per i suoi concetti innovativi ha sempre potuto collaborare con prestigiosi studiosi tedeschi e internazionali. Con la sua ricerca nel campo della comunicazione aziendale (dal 1998) Krylov è diventato uno dei pionieri delle relazioni pubbliche in Russia. Per primo tra gli studiosi russi si è occupato di identità aziendale e nel 2004 ha pubblicato su questo argomento il primo libro in lingua russa, basato sull'analisi dell'identità di diverse aziende tedesche. Lo sviluppo delle relazioni pubbliche è per Krylov strettamente legato allo sviluppo della democrazia e della libertà di stampa. I concetti di gestione aziendale da lui trattati nei diversi anni (tra cui la Corporate Governance, Corporate Reputation e sostenibilità) sono stati sistematizzati sotto la definizione di "sensibilizzazione sociale dell'azione economica ". A suo parere, le aziende non agiscono di propria iniziativa in modo sociale ed etico, ma sono sempre più spinte a farlo dalla società. Questo evidenzia il ruolo della società civile, nonché una immagine umanistica e cristiana dell'uomo e aiuta anche ad ottimizzare e rendere più sostenibili i processi aziendali.

## Opere (selezione)
- Gestione della comunicazione. Teoria e pratica delle interdipendenze tra le imprese e la società. West-Ost-Verlag Berlin, 2014, ISBN 978-3-86297-012-4
- Come redattore: Responsabilità sociale delle imprese: modelli di Business - Morale - Successo - Sostenibilità. West-Ost-Verlag Berlin 2013, ISBN 978-3-86297-006-3
- Identità religiosa: autostima individuale e collettiva nello spazio post-industriale. West-Ost-Verlag Berlin 2012, ISBN 978-3-86297-003-2
- Evoluzione delle Identità. Crisi della società industriale e nuova auto-comprensione degli individui. West-Ost-Verlag Berlin 2010, ISBN 978-3-86297-000-1
- Come redattore con Axel Vendo: Government Relations: interazioni tra affari, politica e società. Peter Lang, 2009, ISBN 978-3-631-58487-3
- Come redattore con Tobias Schauf: International Management. Le tendenze specifiche del settore e le migliori pratiche. Lit Verlag, Berlin 2008, ISBN 978-3-8258-1258-4
- Fondamenti di gestione della comunicazione e delle pubbliche relazioni: Workbook per la formazione, l'autocontrollo e seminari. NIB, Moscow 2007, ISBN 5-8309-0100-5
- Come editore con Klausjürgen Bönkost: Fare carriera: Il dialogo transnazionale sullo sviluppo della gestione delle risorse umane e il mercato del lavoro. NIB, Bremen/Moscow 2007, ISBN 978-5-8309-0260-1
- Sulla questione della reputazione. University of Bremen, 2006, ISBN 5-8309-0221-4
- come redattore con Axel Vendo: Corporate Governance. Corporate governance nel dialogo est-ovest. Peter Lang, 2006, ISBN 3-631-55628-4
- Corporate Identity: manuale per manager ed esperti di marketing. Ikar, Moscow 2004, ISBN 5-7974-0084-7
- Come editore con Rolf Oberliesen: Progettare il futuro: dialogo transnazionale sullo sviluppo dell'istruzione e della società. Peter Lang, 2003, ISBN 3-631-51014-4
- Come redattore: Relazioni Pubbliche nell'Europa orientale: dialogo ed esperienza sulla base della trasformazione socio-economica. NIB, Moscow 2002, ISBN 5-8309-0049-1
- Gestione della comunicazione. Teoria e pratica
- L'uomo nella psicoanalisi russa Moscow 1999, ISBN 5-8309-0022-X.